# Ein bisschen bleiben wir noch
Ein bisschen bleiben wir noch (Arbeitstitel Oskar & Lilli) ist ein österreichischer Spielfilm von Arash T. Riahi aus dem Jahr 2020 mit Leopold Pallua als Oskar und Rosa Zant als Lilli. Das Drehbuch basiert auf dem Roman Oskar und Lilli von Monika Helfer (1994).

## Handlung
Der achtjährige Oskar und die 13-jährige Lilli sind zwei tschetschenische Flüchtlingskinder, die seit sechs Jahren mit ihrer Mutter in Österreich leben. Als die drei in Wien von der Polizei gefasst werden und abgeschoben werden sollen, versucht sich die Mutter das Leben zu nehmen.
Der Suizidversuch bewirkt einen Aufschub der Abschiebung, aber auch die Trennung der Kinder, die zu verschiedenen Pflegefamilien kommen. Oskar und Lilli halten trotz ihrer Trennung Kontakt und beschließen, ihre Mutter zu finden und gemeinsam zu fliehen.

## Produktion und Hintergrund
Die Dreharbeiten fanden vom 2. Juli bis zum 18. August 2018 in Wien und Niederösterreich statt, gedreht wurde unter anderem in Wien-Favoriten. Unterstützt wurde der Film vom Österreichischen Filminstitut, vom Filmfonds Wien und vom Land Niederösterreich, beteiligt war der Österreichische Rundfunk. Produziert wurde der Film von der Wega Film. Für Ton und Sounddesign zeichnete Atanas Tcholakov verantwortlich, für das Kostümbild Monika Buttinger, für das Szenenbild Katrin Huber und Gerhard Dohr.
Regisseur und Drehbuchautor Arash T. Riahi sah den Film als zweiten Teil einer „Flucht-Trilogie“, die er mit Ein Augenblick Freiheit (2008) begann und mit einer Tragödie mit dem Arbeitstitel Eine Herzensgeschichte abschließen möchte.
Im Gegensatz zum Film handelt die 1994 erschienene Romanvorlage Oskar und Lilli von Monika Helfer nicht von Flüchtlingskindern: In der Vorlage verloren Oskar und Lilli ihr Zuhause aufgrund einer psychischen Erkrankung ihrer Mutter. Riahi wollte allerdings einen politischen Film machen, er selbst ist als Kind mit seinen Eltern aus dem Iran nach Österreich emigriert. In der Figur des Oskar habe er viel Eigenes wiedergefunden.

## Veröffentlichung
Die Premiere erfolgte am 23. Jänner 2020 im Rahmen des Filmfestivals Max Ophüls Preis, wo der Film in den Wettbewerb eingeladen und mit dem Publikumspreis Spielfilm ausgezeichnet wurde.
Der österreichische Kinostart war ursprünglich für den 17. April 2020 vorgesehen und wurde aufgrund der COVID-19-Pandemie auf den 2. Oktober 2020 verschoben. In Deutschland kam der Film am 2. September 2021 in die Kinos.
Im ORF wurde der Film am 18. Juni 2023 erstmals ausgestrahlt.

## Rezeption
Dorian Waller schrieb auf DerStandard.at, dass in dem Film eine Überfülle unterschiedlichster Emotionen stecke, auch die Zahl der beackerten Problemfelder sei keine kleine. Aus der kindlichen Wahrnehmung heraus könne der Film zu seinem Ende hin märchenhafte Züge annehmen, die ihn den stellenweise grimmigen Realismus leichter transzendieren lassen als eine Fototapete in der Gemeindebautristesse. Je nach Perspektive der Betrachter ende die Geschichte wie Das kleine Mädchen mit den Schwefelhölzern oder bliebe mehr im Diesseits verankert.
Matthias Greuling meinte in der Wiener Zeitung, dass bei dem Film alles stimme. Er schildere eine emotionale Achterbahnfahrt aus der Perspektive von Flüchtlingskindern, erzähle in Wahrheit aber von uns allen und wie wir am Vorsatz, es gut zu meinen mit den anderen und mit uns selbst, fortwährend scheitern. Der Trumpf sei die kindliche Perspektive die das Geschehen aus Kinderaugen miterleben lasse. Das Drama sei aus diesem Blickwinkel auch eines voller hoffnungsvoller und glücklicher Momente.
Ähnlich urteilte Barbara Unterthurner in der Tiroler Tageszeitung, die Geschichte berühre tief, auch weil der Zuseher das Schicksal aus nächster Nähe, vom Gesichtspunkt der Kinder aus, miterlebe. In etlichen magischen Momenten, die den Film so besonders machten, wäre ein Durchatmen vom psychischen Druck möglich. Die Schönheit der Bilder würde aber schnell von der Realität zerschlagen. Mit dem Film „der das Verlorensein bebildert, magisch und brutal real“ füge Riahi seinem Œuvre eine märchenhafte Facette hinzu.
Nora Bruckmüller vergab in den Oberösterreichischen Nachrichten fünf von sechs Sternen. Riahi lege ein Werk vor, das sich wie ein Schlag ins Gesicht jener anfühlen müsse, die Menschen zu Statistiken verkleinern. Und Bruckmüller schrieb: „Wer bei diesem Film nichts fühlt, hat keine Seele, kein Herz.“

## Auszeichnungen und Nominierungen
Filmfestival Max Ophüls Preis 2020
- Auszeichnung mit dem Publikumspreis Spielfilm[7]

Diagonale 2020
- Auszeichnung mit dem Diagonale-Preis Filmdesign – Bestes Kostümbild (Monika Buttinger)

Filmfestival Kitzbühel 2020
- Auszeichnung als bester Spielfilm (Joseph-Vilsmaier-Preis)[18][19]

Österreichischer Filmpreis 2021
- Nominierung in der Kategorie Bester Spielfilm[20][21]
- Auszeichnung in der Kategorie Beste weibliche Darstellerin (Christine Ostermayer)[22][23]
- Nominierung in der Kategorie Beste Regie (Arash T. Riahi)
- Nominierung in der Kategorie Bestes Kostümbild (Monika Buttinger)
- Nominierung in der Kategorie Bestes Szenenbild (Katrin Huber und Gerhard Dohr)

Romyverleihung 2021
- Auszeichnung in der Kategorie Bester Film Kino (Arash T. Riahi)[24][25]
- Auszeichnung in der Kategorie Bestes Buch Kino (Arash T. Riahi)
- Auszeichnung in der Kategorie Beste Regie Kino (Arash T. Riahi)
- Auszeichnung in der Kategorie Bester Schnitt Kino (Julia Drack und Stephan Bechinger)

Filmkunstfest Mecklenburg-Vorpommern 2021
- Auszeichnung als bester Kinder- und Jugendfilm (LEO) (Arash T. Riahi)[26]

Kirchliches Filmfestival Recklinghausen 2021
- Auszeichnung mit dem Jugendfilmpreis[27]